# Mancomunitat la Costera-Canal
La Mancomunitat la Costera-Canal és una mancomunitat de municipis de les comarques valencianes de la Costera i la Canal de Navarrés. Aglomera 17 municipis i 72.547 habitants, en una extensió de 1.011,90 km². Actualment (2015) la mancomunitat és presidida per Carlos Garrido, del Partit Socialista del País Valencià i alcalde de l'ajuntament de La Granja de la Costera.
Les seues competències són:
- Depuració d'aigües residuals
- Educació
- Hospital
- Neteja viaria i recollida de fem
- Serveis assistencials

Els pobles que formen la mancomunitat són:
- l'Alcúdia de Crespins
- Barxeta
- Bicorp
- Bolbait
- Canals
- Cerdà
- Énguera
- la Font de la Figuera
- el Genovés
- la Granja de la Costera
- Xàtiva
- Llocnou d'en Fenollet
- Llanera de Ranes
- la Llosa de Ranes
- Moixent
- Montesa
- Novetlè
- Quesa
- Rotglà i Corberà
- Torrella
- Vallada
- Vallés